# Deposito locomotive di Castelvetrano

Il deposito locomotive di Castelvetrano nel 1983

Il deposito locomotive di Castelvetrano era una infrastruttura di servizio ferroviario, per la sosta, la manutenzione ed il rifornimento delle locomotive ed automotrici delle Ferrovie dello Stato, un tempo a doppio scartamento; oggi non è più operativo.

## Storia
Alla fine del 1879 in vista dell'apertura al traffico della tratta tra Stazione di Castelvetrano e Stazione di Trapani della Ferrovia Palermo-Trapani, a cura della Società Sicula Occidentale, si ebbe la necessità di un impianto ferroviario intermedio per il ricovero e la manutenzione delle locomotive prima del completamento della ferrovia fino a Palermo Lolli.

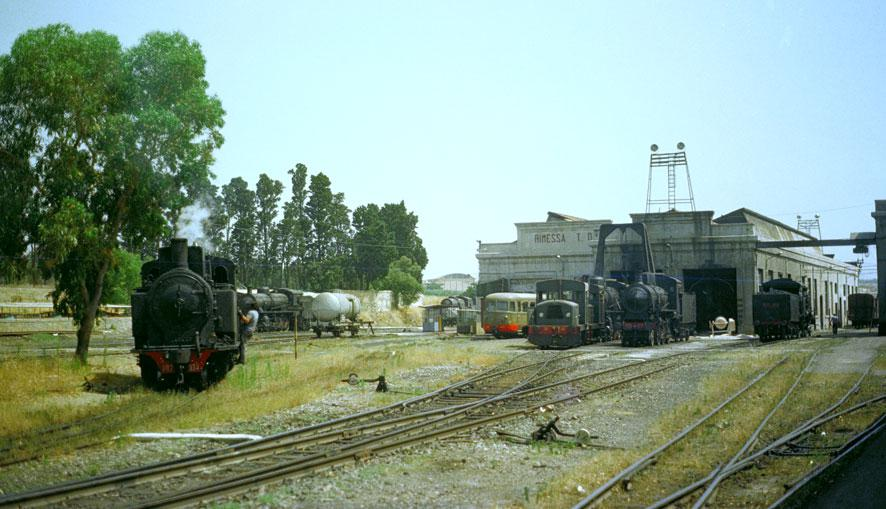
Il deposito locomotive di Castelvetrano nel 1974

All'inizio degli anni dieci in previsione dell'entrata in servizio delle tratte Castelvetrano-Selinunte e Castelvetrano-Partanna della rete siciliana a scartamento ridotto l'importanza dell'impianto aumentò e dovette essere ristrutturato per lo scartamento doppio con le relative infrastrutture. Venne costruito a fianco degli primi due un terzo edificio per ricovero dei rotabili a scartamento ridotto, a due binari, con fosse da visita all'interno.
La prima dotazione fu di locomotive a vapore del gruppo R.401 ma per poco tempo fino a quando non vennero rimpiazzate dalle nuove R.301 e dalle successive R.302.
Nel 1926 l'impianto ospitò un'automotrice sperimentale costruita in collaborazione tra Officina rotabili FS di Firenze e Società Nazionale Officine di Savigliano che prese il nome di CER 870.001.
Nel 1931 fu la volta di due automotrici diesel-elettriche sperimentali Fiat ma tutti e tre i prototipi ebbero vita breve per svariati problemi tecnici.
A partire dal 1950 al deposito vennero assegnate le nuove RALn 60 che vi rimasero fino alla chiusura. Qualche anno dopo il deposito ebbe anche l'assegnazione di due rotabili da manovra di piccola potenza RD.212 privi di condotta freno ad aria compressa.
Qualche anno prima della chiusura della linea per Sciacca e Ribera, nei primi anni ottanta, ebbe l'ultima dotazione di locomotive, le RD.142, prime ed uniche locomotive diesel da treno a scartamento ridotto delle Ferrovie dello Stato.
Fino alla sua soppressione, all'inizio degli anni novanta, deteneva il primato di ultimo deposito locomotive FS a scartamento ridotto e di più meridionale d'Europa.

## Locomotive in dotazione

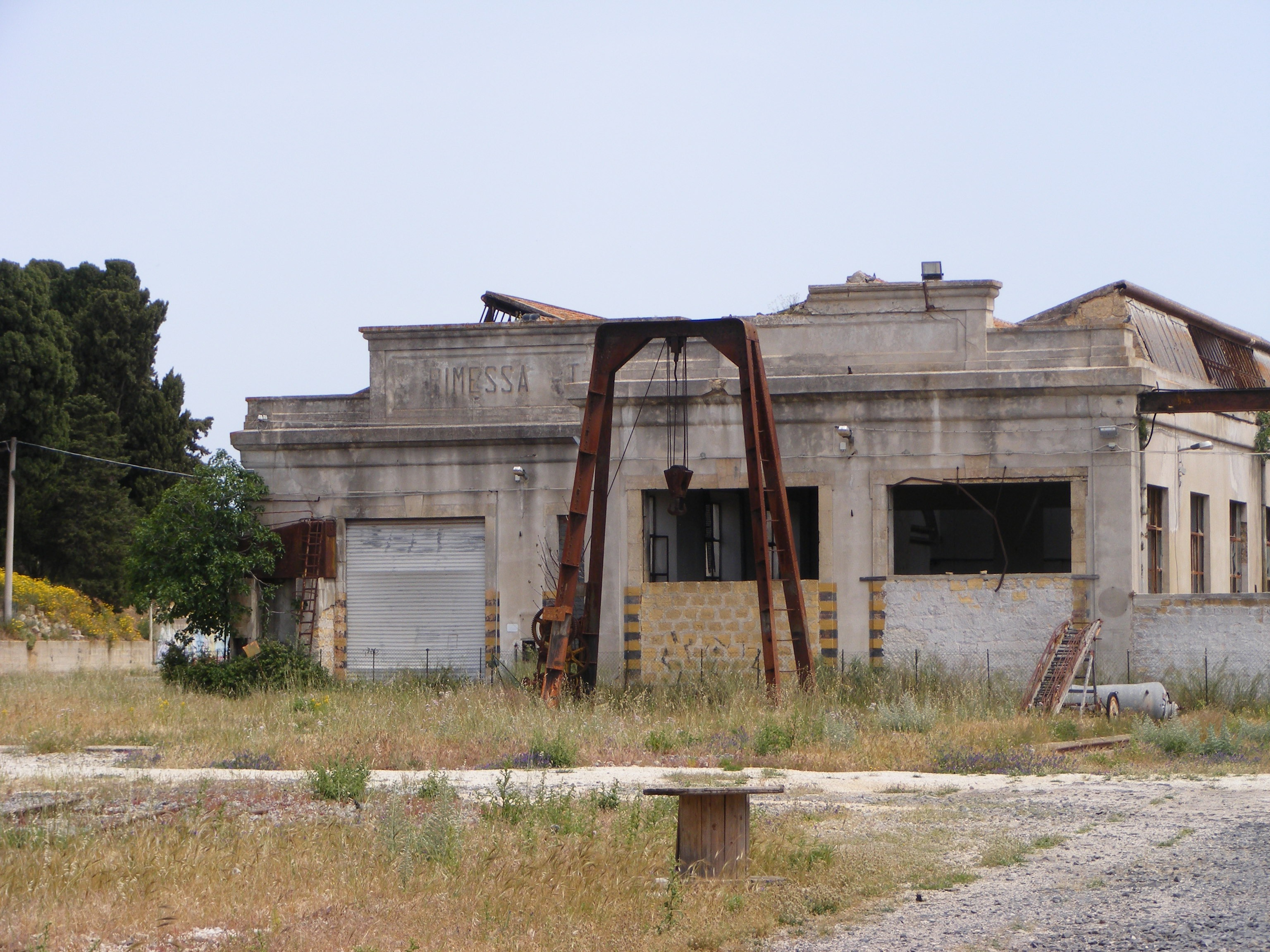
Il deposito per i rotabili a scartamento ridotto

- Locomotive a vapore a scartamento normale:
  - Locomotiva FS 410
  - Locomotiva FS 625
  - Locomotiva FS 740
- Rotabili diesel a scartamento normale:
  - Automotore FS 214
  - Automotore FS 218
- Locomotive a vapore a scartamento ridotto:
  - Locomotiva FS R.401
  - Locomotiva FS R.301
  - Locomotiva FS R.302
- Rotabili diesel a scartamento ridotto:
  - Automotrice FS RALn 60
  - Locomotiva FS RD.212
  - Locomotiva FS RD.142